# Moitessieria simoniana
Moitessieria simoniana là một loài ốc cỡ nhỏ nước ngọt có nắp, là động vật thân mềm chân bụng sống dưới nước thuộc họ Moitessieriidae. Loài này có ở Pháp và Tây Ban Nha.